# Näst
Näst är ett mycket litet stygn i sömnad, som nästan inte syns, precis som namnet kan antyda. Används företrädesvis för fållar på finare vävar, eller sömnad i till exempel folkdräkter och kyrkotextilier.